# Ayelech Worku
Ayelech Worku (ur. 12 czerwca 1979) – etiopska lekkoatletka, specjalista od długich dystansów.
Największe sukcesy odnosiła na dystansie 5000 metrów:
- srebro Igrzysk afrykańskich (Harare 1995)
- złoty medal Mistrzostw Świata Juniorów w Lekkoatletyce (Sydney 1996)
- brąz Mistrzostwa Świata w Lekkoatletyce (Sewilla 1999)
- złoto Igrzysk afrykańskich (Johannesburg 1999)
- 4. miejsce podczas Igrzysk Olimpijskich (Sydney 2000)
- brązowy medal na Mistrzostwach Świata w Lekkoatletyce (Edmonton 2001)

Worku specjalizuje się obecnie w biegach ulicznych, w 2007 wygrała Maraton w Hamburgu.

## Rekordy życiowe
- bieg na 3000 m - 8:32.80 (2002)
- bieg na 5000 m - 14:41.23 (2000)